# 海南書帶蕨
海南書帶蕨，是書帶蕨屬的一個物種，分布於中國海南省（三亞、白沙、陵水、儋縣、樂東）、雲南省（河口）及越南北部。台灣台北市低海拔山區亦有海南書帶蕨孢子體聚落。後經比對孢子體形態及DNA序列，確認為新種異葉書帶蕨。
海南書帶蕨最早由丹麥植物學家卡爾·克里斯滕森（Carl Frederik Albert Christensen）發現，中國植物學家秦仁昌發表於國立中央研究院自然歷史博物館叢刊（Sinensia），並依二名法命名為Vittaria hainanensis C. Chr. ex Ching。其种加词“hainanensis”意为“海南的”。艾德蒙·克蘭（Edmund H. Crane）於1997年發表了書帶蕨科的分屬修訂，將原本的書帶蕨屬（Vittaria）分為三屬，除Vittaria屬外，另有Haplopteris屬和Radiovittaria屬，海南書帶蕨也因此由Vittaria屬被移至Haplopteris屬，並被重新訂名為Haplopteris hainanensis (C. Chr. ex Ching) E.H. Crane。高卉、刘保东與张宪春指出，在艾德蒙·克蘭新劃分的三屬中，中國僅有Haplopteris屬的植物，並將Haplopteris屬稱為書帶蕨屬。在2016年的蕨類植物系統分類（PPG）中，海南書帶蕨所屬的書帶蕨科(Vittariaceae)被合併至鳳尾蕨科（Pteridaceae）中。